# Joseph-Stanislas Lescorné
Joseph-Stanislas Lescorné, ou Lescornel, né le 16 septembre 1799 à Langres en Haute-Marne et mort le 19 avril 1872 à Paris est un sculpteur français.

## Biographie
Fils du menuisier Jean Lescorné, Joseph-Stanislas Lescorné travaille enfant dans l'atelier paternel et est élève à Langres de l'école de dessin locale, avant de devenir à Paris, à partir de 1822 celui de l'École des beaux-arts dans les ateliers de Pierre Cartellier et Louis Petitot. Il expose au Salon entre 1827 et 1870 et reçoit une médaille de 2e classe en 1836 pour Une jeune fille morte — qu'il expose avec un buste de Philippe V, roi d'Espagne — et une autre en 1848. 
En 1845, Joseph-Stanislas Lescorné visite l'Italie, la Grèce et l'Asie mineure durant plus d'une année.
Il est membre correspondant de la Société historique et archéologique de Langres.
Joseph-Stanislas Lescorné souffre en 1870 d'une attaque d'apoplexie et d'une paralysie qui se renouvelle en 1872 et entraîne sa mort le 18 avril.
Il est le frère de  Nicolas Lescornel (1806-1879), également sculpteur, qui dans son testament fait don d'œuvres de son frère au musée d'Art et d'Histoire de Langres.

## Réception critique
À propos des deux œuvres exposées au Salon de 1836 — Une jeune fille morte et Philippe V, roi d'Espagne —, Alexandre-Nicolas Barbier écrit dans le Journal de Paris : « Nous voici devant une œuvre sans aucune prétention, mais touchante par sa simplicité même et par le sentiment dont l'artiste a su l'animer ; c'est la statue en marbre d'une jeune fille, prise sur nature morte, par M. Lescorné. Il y avait une difficulté à vaincre que tout le monde peut apprécier ; celle de chercher dans la mort un souvenir de la vie, de refaire une ressemblance détruite par une longue agonie : M. Lescorné l'a surmontée avec beaucoup d'intelligence. Sa statue est l'un des bons ouvrages de l'exposition, et annonce un talent que nous allons voir se déployer d'une manière encore plus décisive dans un buste de Philippe V, roi d'Espagne, commandé pour la Maison du Roi. On ne pouvait mieux conserver au marbre le caractère des belles peintures de Rigaud et de Largillière ; ce sont les mêmes chairs, les mêmes draperies, et, pour ainsi dire, la même touche reproduites avec autant de fidélité que de succès. Ces deux productions font beaucoup d'honneur au ciseau de l'artiste et nous font pressentir tout ce qu'il pourra faire, lorsque, au lieu d'une peinture ou d'un corps inanimé, il aura sous les yeux de la nature bien vivante ».
Les mêmes œuvres sont ainsi commentées par J. Arago dans la Revue et gazette des théâtres : « M. Lescorné fait de la sculpture comme Prudhon fait de la peinture. Sa statue de jeune fille est plus vivante que le modèle qui a posé. Cela est gracieux et triste à la fois, et la main seule ne compose pas une si touchante élégie. Le buste de Philippe V, roi d'Espagne, par le même auteur avait droit à une place dans un musée royal, il y sera ».
Le Courrier estime que : « le plus beau buste du Salon est sans contredit celui de M. Lescorné : le jeune roi d'Espagne Philippe V ; la tête est pleine de cette fierté douce et juvénile que l'on peut supposer à un petit-fils de Louis XIV ; les accessoires sont traités d'une main de maître. Un second buste, en marbre comme le premier, a été exposé par M. Lescorné ; il reproduit les traits de Bouchardon. Enfin, cet artiste distingué a représenté dans un troisième ouvrage, précieusement exécuté et extrêmement touchant, une jeune fille à genoux sur un tombeau. La tête est portrait, l'expression est on ne peut mieux sentie. Cette statue qui indique une rare aptitude à travailler le marbre, et dont les détails sont excellents, nous parait être hors de ligne dans cette exposition de 1836, qui n'est assurément pas féconde en œuvres saillantes ».
Plus réticent, Alfred de Musset écrit dans Revue des Deux Mondes : « Il y a un sentiment naïf dans la Jeune fille de M. Lescorné ; les pieds nus qui sortent de la robe ne produisent pas un bon effet ».

## Œuvres
- Christ à la colonne et Buste en plâtre, Salon de 1827[11], localisation inconnue.
- Charles X, statue en plâtre, musée d'Art et d'Histoire de Langres[12].
- Buste en marbre de M. le comte *** et Buste en plâtre d'un jeune peintre, Salon de 1831[13], localisation inconnue.
- Agar et Ismaël dans le désert, groupe en plâtre, Buste en marbre de feu Mme la comtesse de … et un médaillon en plâtre, Salon de 1833[14], localisation inconnue.
- Saint-Michel terrassant le démon, Salon de 1834[15], destiné à la cathédrale Notre-Dame[Laquelle ?][16].
- Buste en marbre de Philippe V, roi d'Espagne, petit-fils de Louis XIV et Buste en marbre de Bouchardon, premier sculpteur de Louis XV, Salon de 1836[17]. Le buste de Philippe V commandé par Louis Philippe par décision du 10 mai 1834 pour les galeries historiques du château de Versailles est déposé au musée des Beaux-Arts de Blois[18]. L'original en marbre du buste de Bouchardon est conservé au musée d'Art et d'Histoire de Chaumont, un exemplaire en plâtre est au musée d'Art et d'Histoire de Langres[19].
- Géologie et Minéralogie, fronton de la galerie de Minéralogie et de Géologie du Muséum d'histoire naturelle à Paris, commandé en 1835[12].
- Une jeune fille morte, 1836, médaillée au Salon de 1836[4], localisation inconnue.
- Mlle David, 1836, Remiremont, musée Charles de Bruyères.
- Louis X dit le Hutin roi de France, commandé par la Maison du Roi en 1837, buste en marbre, château de Versailles[12]
- Timoléon de Cossé, comte de Brissac, colonel général de l'infanterie française mort en 1569, commandé par la Maison du Roi en 1839, buste en plâtre, château de Versailles[12].
- Buffon, commandé par la Maison du Roi en 1839, buste en marbre, château de Versailles[12]
- Claude de Lorraine, duc d'Aumale, colonel général de la cavalerie française mort en 1573, commandé par la Maison du Roi en 1839, buste en marbre, château de Versailles[12].
- Le Comte de Vertillac, maréchal des camps et armées du roi, commandé par la Maison du Roi en 1840, buste en plâtre, château de Versailles[12].
- Andromède au rocher, Salon de 1840, statue en marbre[20],[21], localisation inconnue. Le modèle en plâtre est conservé au musée d'Art et d'Histoire de Langres.
- Louis-Édouard de Beaufort député de la Haute-Marne de 1835 à 1842, 1840, médaillon en plâtre, exemplaires au musée municipal de Saint-Dizier et au musée d'Art et d'Histoire de Langres[12].
- Le général Damrémont, commandé par le ministère de l'Intérieur en 1840, buste en marbre, Chaumont, hôtel de ville[12].
- La Mère de l'auteur, médaillon en marbre ; Vierge immaculée, statue en marbre, Salon de 1842[22], localisation inconnue.
- Buste en marbre du marquis Barbé de Marbois, Salon de 1843[23], localisation inconnue.
- Le Colonel baron Aubert, médaillon en terre cuite, musée d'Art et d'Histoire de Langres[12].
- Buste en marbre de M. Roger, de l'Académie française, Salon de 1845[24], localisation inconnue.
- Clytie, 1848, médaillé au Salon, acquis par l'État, Amiens, musée de Picardie[4],[25],[26].
- Marguerite d'Angoulême, 1848, de la série des Reines de France et Femmes illustres, Paris, jardin du Luxembourg[27].
- Ariane abandonnée, Salon de 1852, statue en marbre d'Italie, destinée au ministère de l'Intérieur[28].
- Docteur Virey, Salon de 1852, buste en marbre, destiné au ministère de l'Intérieur[29].
- La Bruyère, avant 1853, statue en pierre, Paris, palais du Louvre, cour Napoléon[30],[31].
- Buste de Diderot, Salon de 1853[32], Paris, Comédie-Française[33],[34],[35].
- Pierre-Alexandre Monsigny, Salon de 1853, buste en marbre, Paris, théâtre de l'Opéra-Comique[36].
- Portrait de M. Théodore Ducos, ancien ministre de la Marine, Salon de 1857, buste en marbre, château de Versailles[37].
- Bacchus enfant, Salon de 1859, statue en marbre[38], localisation inconnue.
- Buste de Ours-Pierre-Armand Dufrénoy, Salon de 1859, marbre blanc, original commandé pour les galeries de l'Académie des sciences[39], copie pour l'École des mines de Paris[40].
- Monument à Jean de Joinville, Salon de 1861, statue en bronze, Joinville, rue Aristide Briand[41],[42].
- Portrait de Mgr l'évêque de Nancy, Salon de 1861, buste en marbre[43], localisation inconnue.
- Portrait de M. Vacherot, Salon de 1863, buste en marbre[44], localisation inconnue.
- Buste de Jean-Pierre Duchesne, sculpteur, 1864, stèle circulaire surmontée d'un buste en marbre ornant la tombe de Duchesne, Paris, cimetière du Père-Lachaise[45].
- Gluck, Salon de 1865, buste en marbre, destiné au ministère de la Maison de l’empereur et des beaux-arts[46], localisation inconnue.
- Mgr François-Nicoles Morlot, cardinal archevêque de Paris, Salon de 1870, statue en marbre pour monument funéraire, cathédrale Notre-Dame de Paris, chapelle Saint-Ferdinand, ancienne chapelle Saint-Jean-Baptiste-et-Sainte-Madeleine[47],[48].

Œuvres de Joseph-Stanislas Lescornel
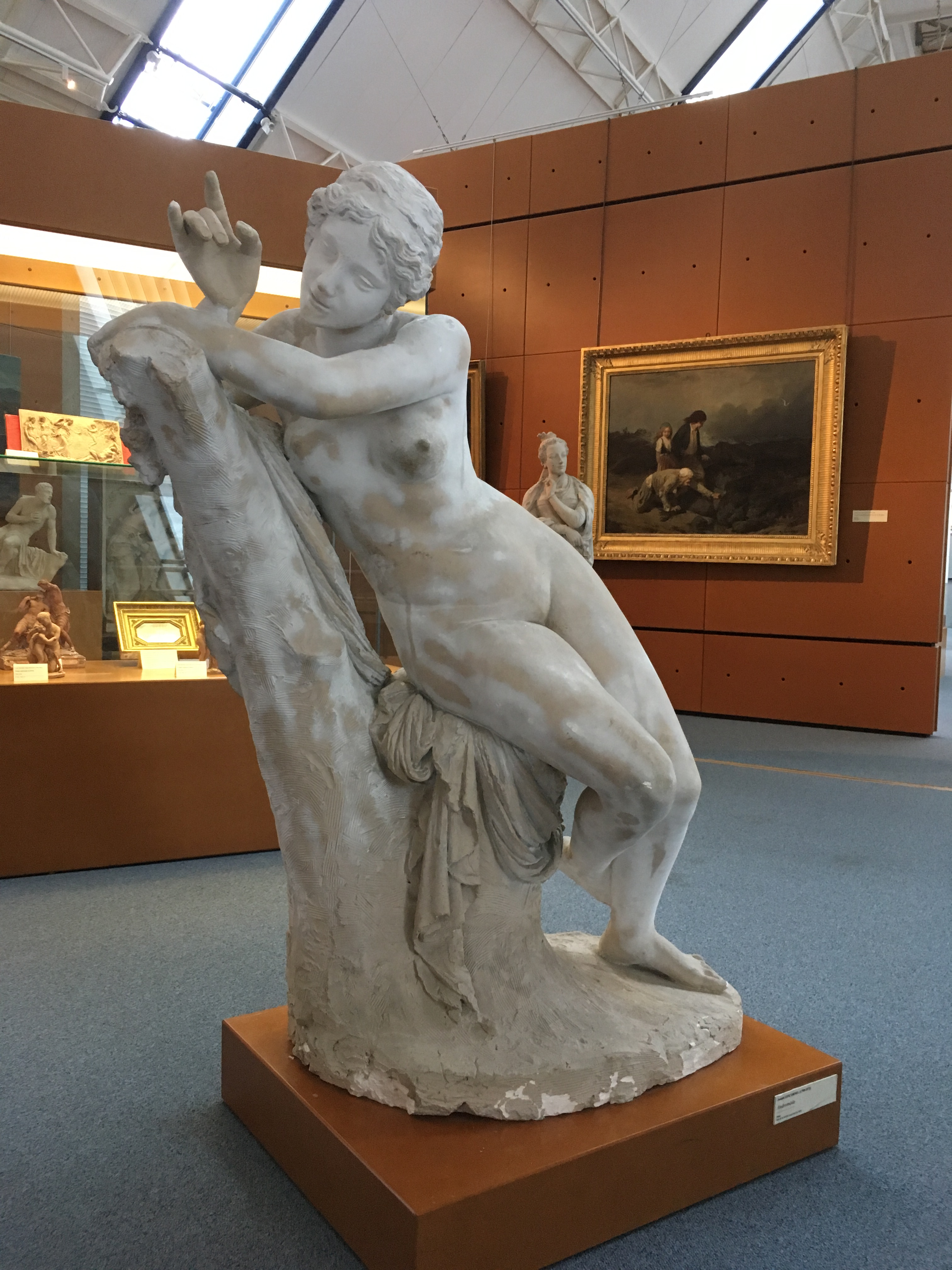
Andromède au rocher (avant 1840), musée d'Art et d'Histoire de Langres.
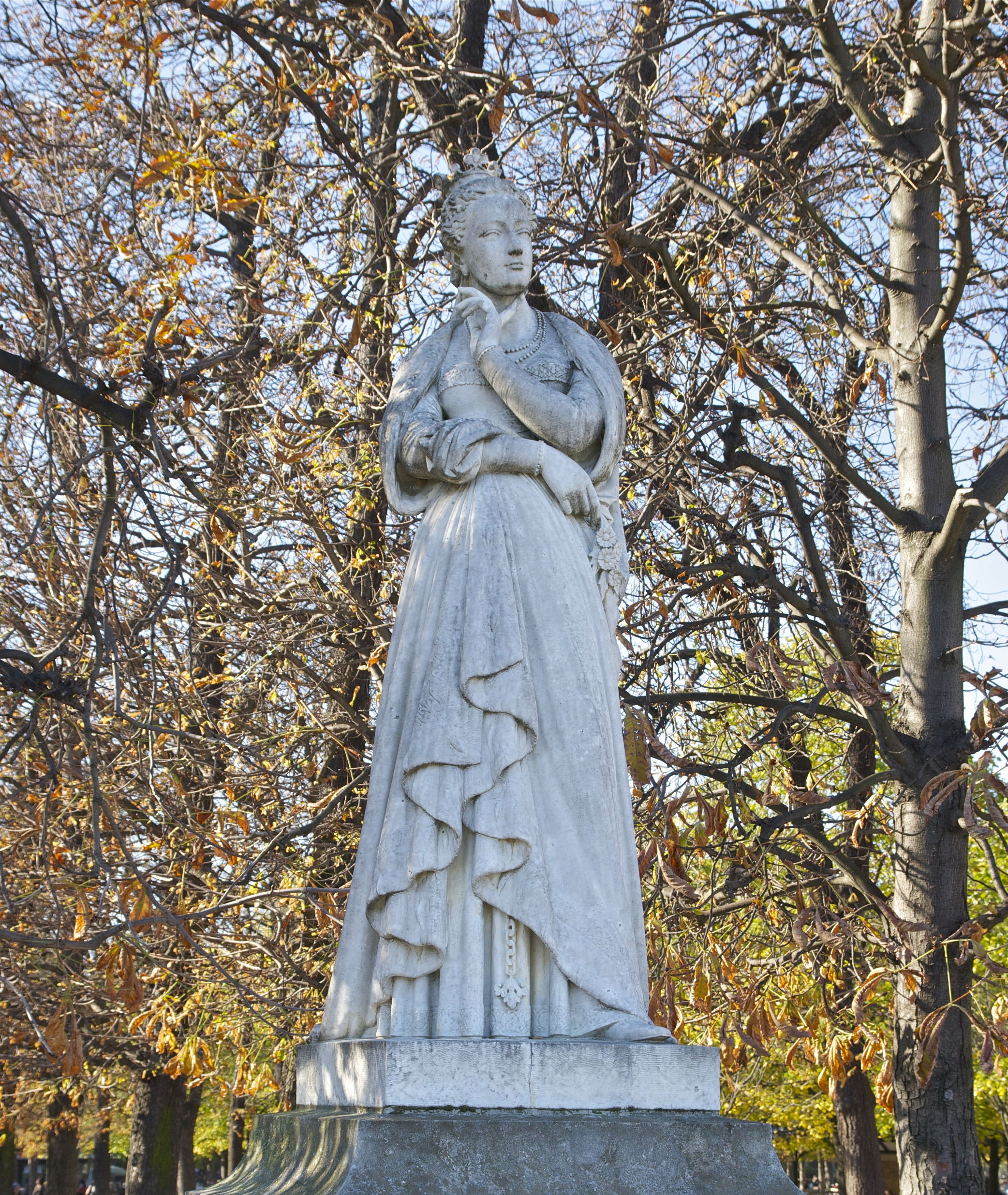
Marguerite d'Angoulême reine de Navarre (1845), Paris, jardin du Luxembourg.
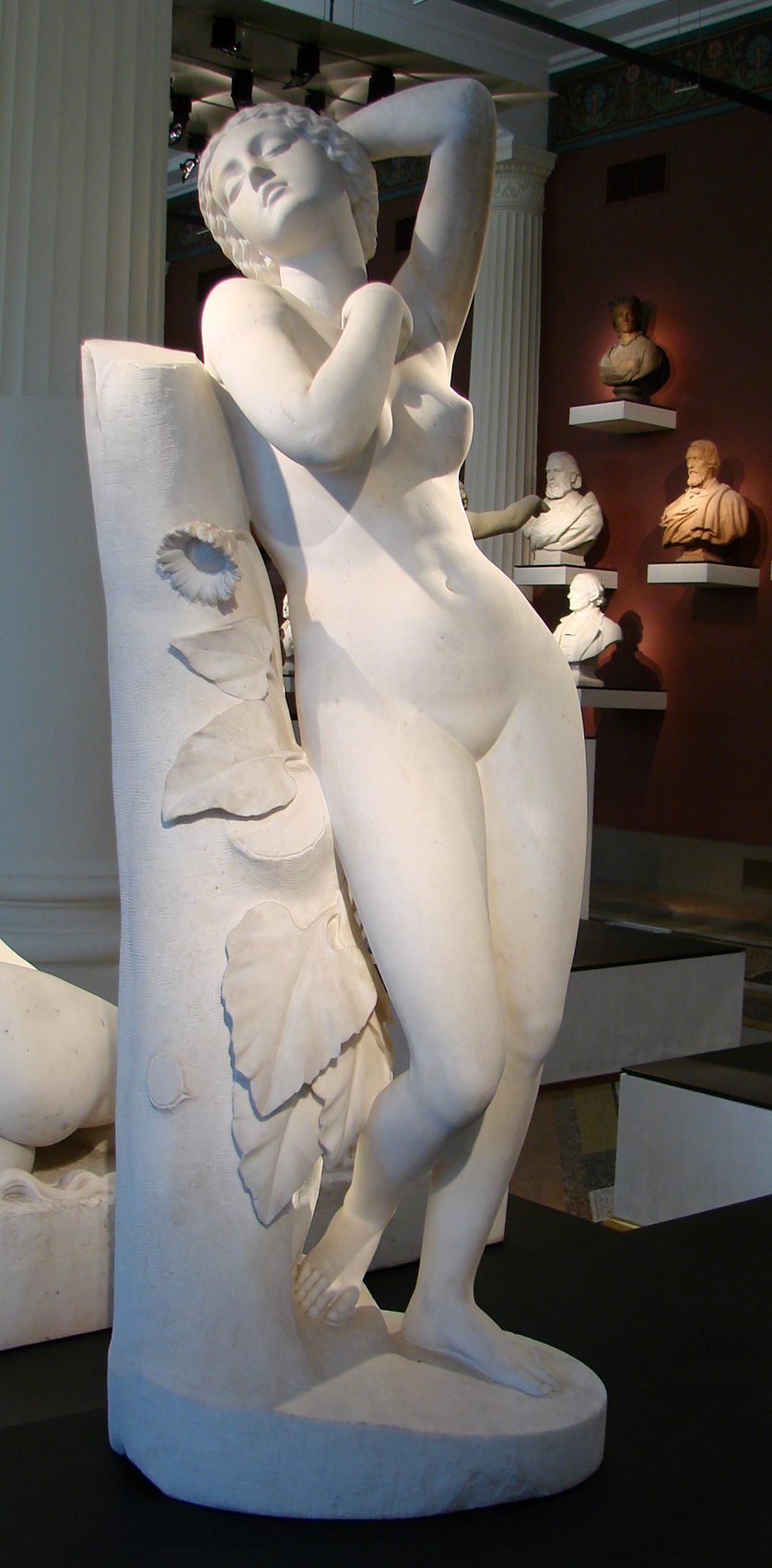
Clytie (1848), Amiens, musée de Picardie.
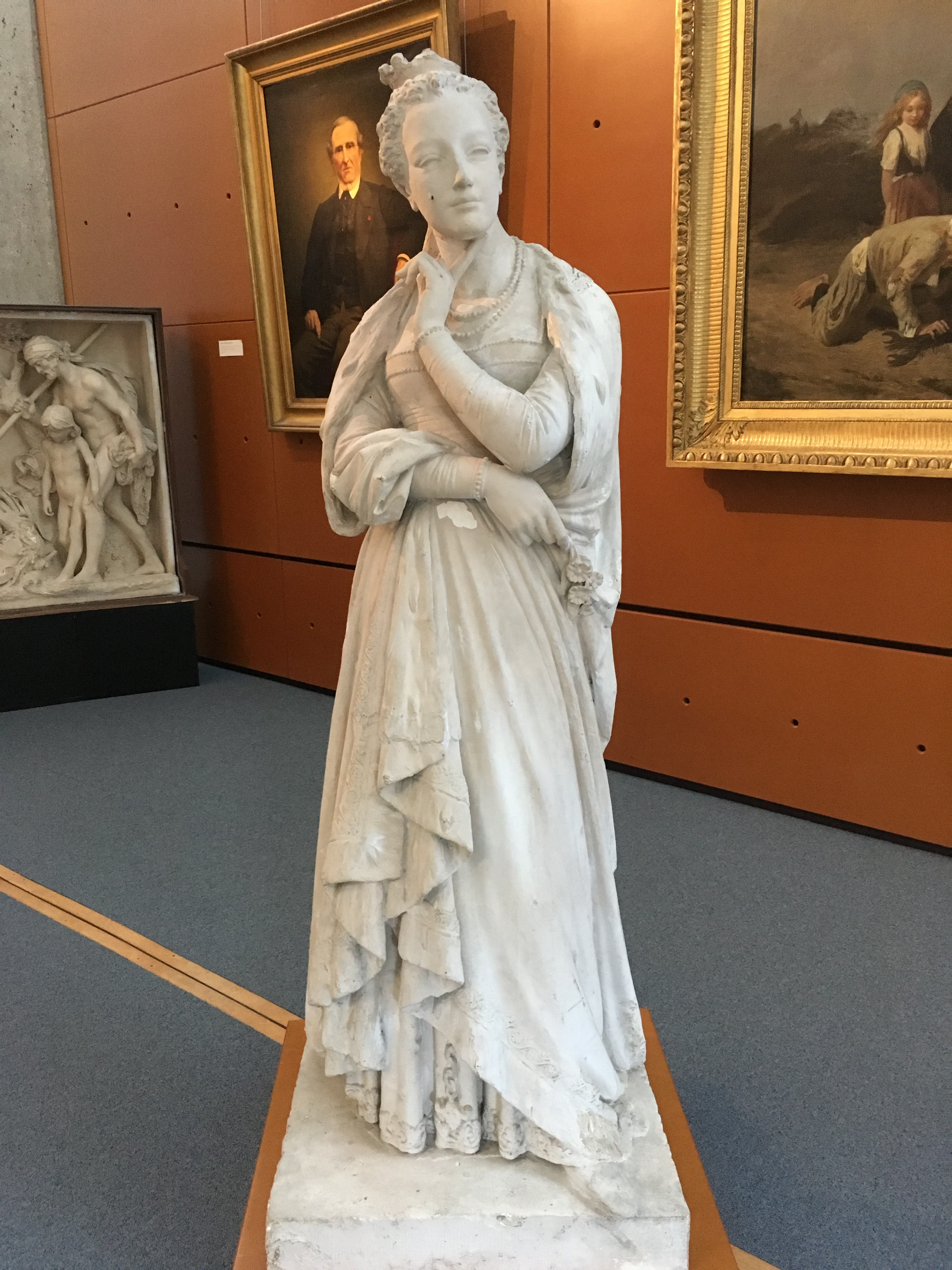
Marguerite de Navarre (1848), musée d'Art et d'Histoire de Langres.
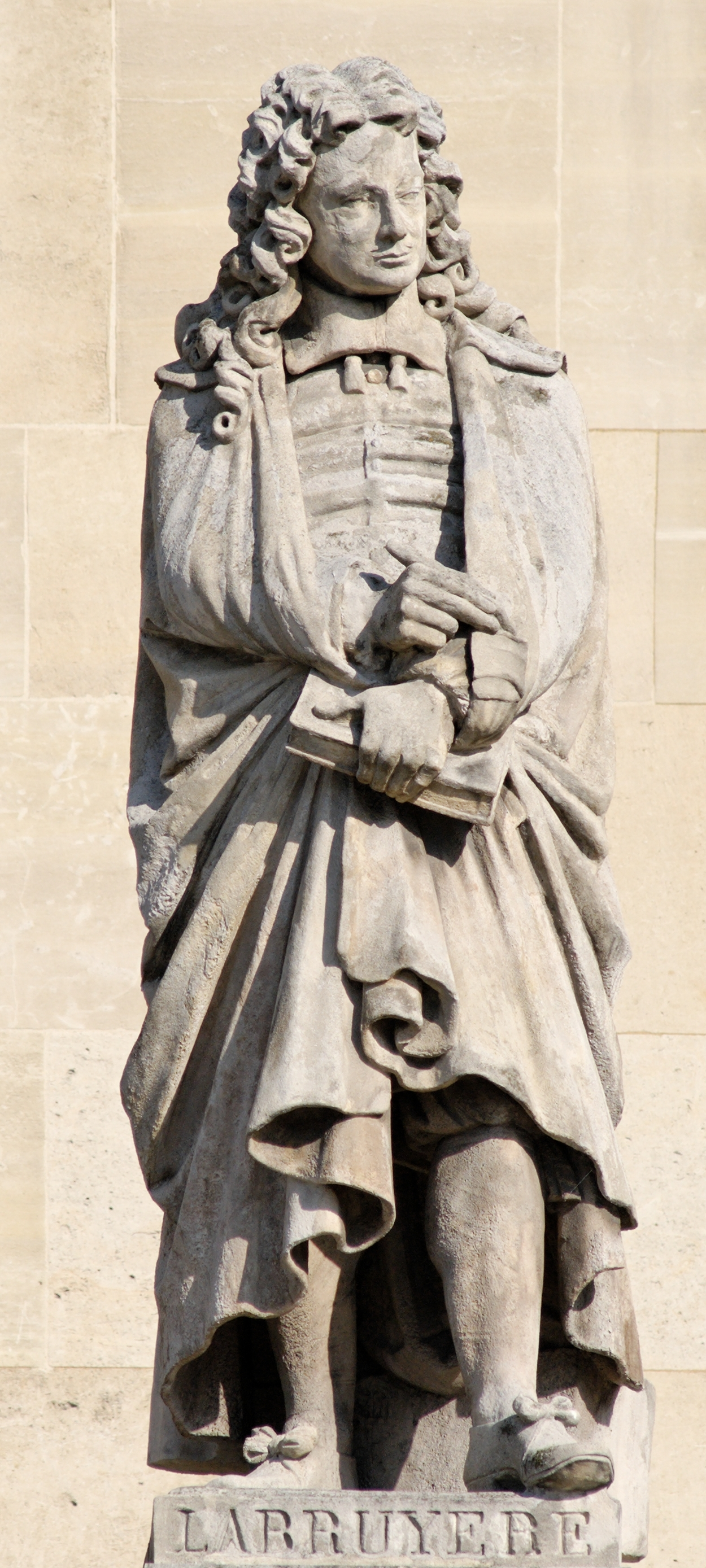
La Bruyère (avant 1853), Paris, palais du Louvre.